# استینگری (شخصیت کمیک)
استینگری (والتر نیوول) یک شخصیت تخیلی و ضدقهرمانانه در کتاب‌های کامیک مارول کامیکس می‌باشد. این کاراکتر به وسیلهٔ روی توماس و بیل ارورت خلق شده و در قصه‌هایی برای شگفت‌زدگی شماره‌های ۹۵ام (سپتامبر ۱۹۶۷) معرفی شد.